# 広丙 (防護巡洋艦)
| 呉軍港に停泊中の「広丙」 | |
| 艦歴                     | |
| 建造所                   | 福州船政局馬尾造船所                                                                                            |
| 起工                     | |
| 進水                     | 1891年4月11日                                                                                                   |
| 竣工                     | 1892年 1895年3月16日、日本海軍軍艦籍へ                                                                          |
| 喪失                     | 1895年12月21日座礁                                                                                              |
| 除籍                     | 1896年2月18日                                                                                                   |
| 要目                     | |
| 排水量                   | 常備：1,000トン                                                                                                 |
| 全長                     | 垂線間長：264フィート（80.47m）                                                                                 |
| 全幅                     | 26フィート4インチ（8.03m）                                                                                      |
| 吃水                     | 11フィート6インチ（3.51m）                                                                                      |
| 機関                     | 石炭専焼円缶2基 レシプロ2基 2軸 2,400 馬力                                                                      |
| 速力                     | 17.0ノット |
| 航続距離                 | 不明 |
| 燃料搭載量               | |
| 乗員                     | 不明 |
| 兵装                     | 40口径12cm単装速射砲3門（黄海海戦時15cm単装砲3門） 57mm単装速射砲4門 37mm5連装回転式機砲4門 38.1cm魚雷発射管4基 |
| その他                   | 信号符字：GQHL（1895年〜）                                                                                      |

広丙（こうへい、廣丙）は、清国海軍の防護巡洋艦。広乙級の2番艦。日清戦争の際に降伏、日本海軍に編入され、新鋭艦として期待されていたが、1年足らずで座礁、沈没した。

## 艦歴
- 1891年（光緒17年）4月11日 清国の福州船政局馬尾造船所で進水。
- 1892年（光緒18年） 広丙（Kwang-Ping）として竣工、広東水師に所属。
- 1894年（光緒20年・明治27年）
  - 日清戦争開戦直前に北洋水師に編入。
  - 9月17日黄海海戦に参加、海戦後は旅順に回航。旅順陥落後は威海衛へ移動。
- 1895年（明治28年）
  - 2月17日 威海衛で日本軍に降伏。
  - 3月16日 戦利艦として日本海軍の艦籍に入る[2]。
  - 12月21日 台湾方面で任務中、澎湖島南岸で座礁、沈没[3]
- 1896年（明治29年）2月18日 除籍

## 艦長
清国海軍
- 林承謨：1891年4月26日 - 1892年秋
- 程璧光：1892年秋 - 1895年2月17日

日本海軍
- 藤田幸右衛門 少佐：1895年8月23日[4] -